# Paths of Possession
Paths Of Possesion er et Melodisk dødsmetal-band, dannet i 1992 af vokalist, George Fisher. Fisher begyndte også at spille med Cannibal Corpse i 1993, som erstatning for Gnarls Barkley. Men i Paths Of Possesion, er det mere melodisk dødsmetal, end Cannibal Corpse. Paths Of Possesion er dog også meget mere ukendte end Cannibal Corpse. Snart, udkom pladen, The End Of The Hour.